# Герб Елабужского сельского поселения
Герб Ела́бужского сельского поселения Хабаровского муниципального района Хабаровского края Российской Федерации.
Герб Елабужского сельского поселения утверждён Решением № 54 Совета депутатов Елабужского сельского поселения 16 апреля 2010 года.
Герб внесён в Государственный геральдический регистр Российской Федерации под регистрационным номером 6238.

## Описание герба
«В серебряном поле — червлёное сияющее солнце (без изображения лица), выходящее из-за зелёного трёхгорья, расположенного на узкой выщербленной и дважды чешуйчато просечённой серебряно-лазорево-серебряной оконечности и сопровождённое во главе червлёным лапчатым крестом с таковыми же шарами на концах».

Герб Елабужского сельского поселения может воспроизводиться в многоцветном и одноцветном равно допустимом варианте.
Герб Елабужского сельского поселения в соответствии с Методическими рекомендациями по разработке и использованию официальных символов муниципальных образований (Раздел 2, Глава VIII, п.п. 45-46), утверждёнными Геральдическим советом при Президенте Российской Федерации 28 июля.2006 года может воспроизводиться со статусной короной установленного образца.

## Описание символики
В документе из архива значится: «Елабуга (Елабужское) — деревня, основанная русскими переселенцами в 1910 году в Троицкой волости Хабаровского уезда». Первые переселенцы прибыли сюда из Вятской губернии. По одной из версий село получило название Елабуга по названию города, где они жили. Другую версию названия села выдвигают местные жители — нанайцы. По нанайски Илан-Буга — 3 сопки.
Герб Елабужского сельского поселения объединяет обе версии. Красный крест (из герба Вятской губернии) и трёхгорье (геральдическая фигура представляющая три холма, три сопки) — символ связи первых переселенцев и местного населения. Символика креста многозначна: символ духовности, терпения.
Восходящее из-за холмов солнце — символ расположения сельского поселения на востоке Хабаровского района, а жители поселения встречают солнце одними из первых в районе. Солнце — источник тепла и света, символ жизненной энергии, страсти, вечной молодости. Восходящее солнце — символ воскресения.
Волнообразная оконечность с лазурным поясом — символ великой дальневосточной реки Амур, на берегах которой расположено Елабужское поселение. Белый цвет (серебро) — символ чистоты, открытости, божественной мудрости, примирения.
Белый цвет (серебро) символизирует весну, здоровье, природу, надежду.
Красный цвет — символ труда, мужества, жизнеутверждающей силы, красоты и праздника.
Голубой цвет (лазурь) — символ возвышенных устремлений, искренности, преданности, возрождения.

## История герба
Герб разработан при содействии Союза геральдистов России.
Авторы герба: идея герба — Елена Залата (Глава Елабужского сельского поселения), Константин Моченов (Химки); компьютерный дизайн — Оксана Афанасьева (Москва); обоснование символики — Вячеслав Мишин (Химки).